# Apeadero Km 148
Apeadero Km 148 es una estación ferroviaria ubicada en el Departamento Mburucuyá de la Provincia de Corrientes, República Argentina. 

## Servicios
Se encuentra Precedida por la Estación Puisoye y le sigue el Apeadero Manantiales.